# Luby-Betmont
Luby-Betmont è un comune francese di 110 abitanti situato nel dipartimento degli Alti Pirenei nella regione dell'Occitania.

## Società

### Evoluzione demografica
Abitanti censiti